# Puteal Scribonianum
Le Puteal Scribonianum ou Puteal Libonis est un bidental en forme de puits situé sur le Forum Romain.

## Localisation
Il ne reste aujourd'hui aucun vestige visible du putéal. Il était probablement situé du côté sud-est de l'esplanade du Forum, près de la basilique Paulli et de l'arc de Fabius, sous le portique Julia, le long de la Via Sacra. Du temps d'Horace, le tribunal Aurelium se trouve à proximité et le bidental est utilisé pour prononcer les serments solennels avant les procès (voir le plan).

## Fonction
Le puteal Scribonianum est construit à l'emplacement d'un locus religiosus identifié parce que l'endroit a été frappé par la foudre,. Le monument permet de circonscrire les lieux pour éviter que les profanes n'y posent les pieds et pour le soustraire aux regards des passants. Le puits n'est pas couvert pour que le fond puisse être visible depuis le ciel.
C'est à proximité du bidental que se rassemblent les usuriers pour leurs affaires et le nom du monument est vite associé à leurs activités.

## Histoire
Le monument est construit ou restauré par un membre de la gens Scribonia, Lucius Scribonius Libo, entre le IIIe siècle av. J.-C. et le IIe siècle av. J.-C. Il pourrait s'agir de l'édile curule de 194 av. J.-C. ou du tribun de la plèbe de 149 av. J.-C., chargé par le Sénat de rechercher et d'isoler les endroits où la foudre est tombée.
Le putéal est rénové peu avant 62 av. J.-C. par Lucius Scribonius Libo, consul en 34 av. J.-C. La rénovation est célébrée sur une série de pièces de monnaie de deux types, un frappé par lui-même et l'autre par Lucius Aemilius Paullus, consul en 50 av. J.-C.
Le Puteal Scribonianum se trouve lié au tribunal Aurelium après le transfert de ce dernier, probablement par Libo. Le déplacement du tribunal intervient avant la fin du Ier siècle av. J.-C., à la fin des années 30 ou au début des années 20.

## Description
Le putéal est représenté sur le revers de pièces de monnaie frappées en 62 av. J.-C. qui célèbrent sa restauration. Il a la forme d'un autel orné de reliefs, parmi lesquels des couronnes de lauriers, des lyres et des instruments de forgerons (pinces et marteau) qui pourraient être ceux de Vulcain avec lesquels il forge les foudres de Jupiter.
Le putéal devait avoir une forme circulaire (peut-être carrée), une sorte de margelle ouvragée lui donne l'allure d'un puits (puteus).